# مارسيل بار
مارسيل بار (بالألمانية: Marcel Bär)‏ هو لاعب كرة قدم ألماني في مركز الوسط، ولد في 8 يونيو 1992 في غيفهورن في ألمانيا. لعب مع كارل زايس يينا.

## وصلات خارجية
- مارسيل بار على موقع قاعدة بيانات كرة القدم.إي يو (الإنجليزية)
- مارسيل بار على موقع عالم كرة القدم.نت (الإنجليزية)